# Shinobi (serie)
Saga Shinobi es la serie de videojuegos de acción de SEGA, con el ninja Joe Musashi o sus descendientes como protagonista.

## Shinobi(1987)
Es el juego con el que comenzó la saga.

La historia narra la lucha del ninja Joe Musashi, contra la organización criminal Zeed.

En lo que a sistema de juego se refiere, Shinobi heredó del juego Rolling Thunder de Namco (1986) la división de la zona de juego en distintos planos, y añadió al género la incorporación de enemigos con patrones de comportamiento muy elaborados.

Tuvo varias conversiones y adaptaciones a consolas domésticas y ordenadores personales de la época, y también una parodia para Master System en 1990, titulada Alex Kidd in Shinobi World.

Hoy en día, Shinobi es considerado todo un clásico en el género de acción.

## The Revenge of Shinobi(1989)
La secuela oficial de Shinobi y el debut de Joe Musashi en la consola de videojuegos Sega Mega Drive.

The Revenge of Shinobi fue ampliamente elogiado en el momento de su aparición, y se convirtió en uno de los juegos más populares para la consola. En Japón se conoce por el título The Super Shinobi. Su banda sonora fue creada por el aclamado compositor Yuzo Koshiro.

## Shadow Dancer(1989)
Secuela para recreativas del Shinobi original. Esta vez la historia continúa con Hayate, el hijo de Joe, acompañado por su perro Yamato. 
El sistema de juego se mantiene con respecto a la anterior entrega de recreativa, pero añade el uso del perro para inmovilizar a los adversarios.
Tuvo varias conversiones y adaptaciones a consolas domésticas y ordenadores personales de la época.

## Shadow Dancer: The Secret of Shinobi(1990)
Adaptación a la consola Sega Mega Drive del videojuego para recreativas, Shadow Dancer. Mantiene el uso del perro en el sistema de juego, pero los niveles fueron totalmente rediseñados.

## Cyber Shinobi(1990)
Cyber Shinobi fue un título exclusivo de Sega Master System, publicado como la continuación de la versión para Master System del Shinobi original. Neo Zeed ha resurgido una vez más y amenaza con destruir el mundo, esta vez bajo el nombre de Cyber Zeed. Equipado con shuriken, así como ametralladoras, Joe Musashi debe impedir que la adquisición de plutonio suficiente para destruir la Tierra. Cyber Shinobi es famoso por ser uno de los peores juegos de la serie.

## Shinobi(1991)
El debut de Shinobi en la Game Gear fue simplemente titulado Shinobi, aunque en Japón se conoce como el GG Shinobi. Su modo de juego es en gran medida una versión de La venganza de Shinobi. Inspirado de la popular serie japonesa Super Sentai, Shinobi gira en torno a la búsqueda de cinco ninjas de colores (rojo, rosa, azul, amarillo y verde) para derribar una poderosa organización de la delincuencia. El juego comienza con el jugador controlando al ninja de color rojo y, a continuación, liberando al resto de sus compatriotas. La banda sonora fue compuesta una vez más por Yuzo Koshiro.

## Shinobi II: The Silent Fury(1992)
Silent Fury (también el GG Shinobi 2) es una secuela directa al Shinobi de Game Gear, y cuenta con gran parte de la misma mecánica de juego que su predecesor. Ambos Shinobi y Silent Fury fueron juegos exclusivos de Game Gear. Y fue anotado por Yuzo Koshiro y Motohiro Kawashima.

## Shinobi III: Return of the Ninja Master(1993)
Shinobi III (The Super Shinobi II en Japón), es considerado por muchos como el punto culminante de la serie. Se presentó mucho más suave, un estilo de juego más rápido mientras que se mantenían los rasgos de la serie intactos. Shinobi III marcó la última aparición de Musashi en un juego de Shinobi hasta que Shinobi fue lanzado en 2002 para la PlayStation 2.
Por lo menos dos conocidas versiones beta de Shinobi III están actualmente en circulación, con unos niveles del juego final completamente diferentes.

## Shinobi X(1995)
Shinobi X, titulado en Estados Unidos Shinobi Legions y en Japón Shin Shinobi Den, es el único título de la serie para la consola Sega Saturn. El sistema de juego es similar al de Shinobi III, pero con pequeños ajustes. La trama presenta una ruptura con la tradicional historia de las anteriores entregas, puesto que se centra en un nuevo personaje llamado Sho. Shinobi X, Se diferencia del resto de entregas por el uso de personajes reales tanto en el juego, como en cinemáticas.

## The Revenge of Shinobi(2002)
Entrega de la saga para la consola Gameboy Advance . Fue el último juego en dos dimensiones con scroll lateral de la serie.

## Shinobi(2002)
Shinobi finalmente debutó en el mundo de los juegos en 3D con este título exclusivo para PlayStation 2 (el tercer juego de la serie a ser llamado simplemente Shinobi). La historia introduce un nuevo miembro del clan Oboro llamado Hotsuma que, en el juego, tiene que luchar contra el malvado hechicero Hiruko y poner fin al caos en Tokio. El juego de Shinobi se basa en un sistema llamado el combo tate-sistema (que se pronuncia "Taa'tay"), que produce una forma muy rápida y sin problemas de estilo de juego. Sin embargo, aún más que anteriores entregas Shinobi, cabe remarcar que posee una extrema dificultad. Siempre que Hotsuma muere, el jugador tiene que comenzar el nivel de nuevo.
Como uno de sus muchos secretos, Joe Musashi puede ser desbloqueado como personaje jugable después de terminar el juego.

## Nightshade(2004)
La primera característica del juego es que el personaje protagonista es una mujer (hasta este momento, todos los protagonistas de la serie habían sido hombres). Nightshade es una continuación del Shinobi de 2002 con nuevas mejoras en la jugabilidad. En Japón el juego es conocido como Kunoichi, el término japonés para designar el equivalente a los ninjas de sexo femenino.

## Shinobi 3D
El más reciente de la saga  y exclusivo para Nintendo 3DS.El juego se controla principalmente con botones, pero hay minijuegos que utilizan la pantalla táctil.Musashi en un juego de estilo arcade, similar a los juegos 2D originales. El juego normalmente se juega en modo de desplazamiento lateral en 2D, utilizando gráficos en 3D.

## Resumen
| N.º | Título en Europa                        | Traducción al castellano                       | Título original japonés                           | Año        | Plataforma                                            |
| --- | --------------------------------------- | ---------------------------------------------- | ------------------------------------------------- | ---------- | ----------------------------------------------------- |
| 1.  | Shinobi                                 |                                                | SHINOBI 忍                                        | 1987, 2009 | Arcade, Sega Master System Consola Virtual, Xbox Live |
| 2.  | The Revenge of Shinobi                  | La venganza de Shinobi                         | ザ・スーパー忍                                    | 1989. 2009 | Sega Mega Drive, Consola Virtual                      |
| 3.  | Shadow Dancer                           | Bailarín de las sombras                        | シャドー・ダンサー                                | 1989       | Arcade, Sega Master System                            |
| 4.  | Shadow Dancer: The Secret of Shinobi    | Bailarín de las sombras: El secreto de Shinobi | シャドー・ダンサー ザ・シークレット・オブ・シノビ | 1990       | Sega Mega Drive, Consola Virtual                      |
| 5.  | The Cyber Shinobi                       | El Shinobi cibernético                         |                                                   | 1990       | Master System                                         |
| 6.  | Shinobi                                 |                                                | The GG 忍                                         | 1991       | Sega Game Gear                                        |
| 7.  | Shinobi II: The Silent Fury             |                                                | The GG 忍 II                                      | 1992       | Sega Game Gear                                        |
| 8.  | Shinobi III: Return of the Ninja Master | Shinobi III: El regreso del maestro ninja      | ザ・スーパー忍 II                                 | 1993       | Sega Mega Drive, Consola Virtual                      |
| 9.  | Shinobi Regions                         | Regiones de Shinobi                            | 新・忍伝                                          | 1995       | Sega Saturn                                           |
| 10. | The Revenge of Shinobi                  | La venganza de Shinobi                         |                                                   | 2002       | Gameboy Advance                                       |
| 11. | Shinobi                                 |                                                | Shinobi 忍                                        | 2002       | PlayStation 2                                         |
| 12. | Nightshade                              | Nocturna                                       | Kunoichi 忍                                       | 2004       | PlayStation 2                                         |
| 13. | Shinobi                                 |                                                | Shinobi 3D                                        | 2011       | Nintendo 3DS                                          |

- Datos: Q1563177